# Departamento de Veinticinco de Mayo (kommun i Misiones)
Departamento de Veinticinco de Mayo är en kommun i Argentina.   Den ligger i provinsen Misiones, i den nordöstra delen av landet, 900 km norr om huvudstaden Buenos Aires. Antalet invånare är 27 323.
I omgivningarna runt Departamento de Veinticinco de Mayo växer i huvudsak städsegrön lövskog. Runt Departamento de Veinticinco de Mayo är det glesbefolkat, med 17 invånare per kvadratkilometer.